# Timoschenko-Medaille
Die Timoschenko-Medaille (englisch Timoshenko Medal) wird seit dem Jahre 1957 von der American Society of Mechanical Engineers (ASME) für herausragende Beiträge auf dem Gebiet der angewandten Mechanik (Technische Mechanik) verliehen.
Sie gilt als einer der renommiertesten internationalen Preise auf dem Gebiet der Technischen Mechanik und wird zu Ehren von Stepan Prokofjewitsch Timoschenko verliehen. Der Preis besteht aus einer Bronze-Medaille und einem Preisgeld (2000 Dollar, Stand 2011), erster Preisträger war 1957 Timoschenko selbst. Jedes Jahr – bei der jährlichen Sitzung des ASME – hält der Preisträger des jeweiligen Jahres einen Vortrag.
Der Timoschenko-Medaillen-Ausschuss besteht aus den letzten fünf Timoschenko-Medaillen-Preisträgern, den fünf Mitgliedern des Exekutivkomitees der ASME, und aus den letzten fünf Vorgängern des Exekutivkomitees der ASME. Nachdem Empfehlungen ausgesprochen wurden, wird vom Ausschuss ein Preisträger ermittelt und von der ASME angenommen.

## Preisträger
- 1957 – Stepan Tymoschenko
- 1958 – Arpad Nadai
0000 – Sir Geoffrey Ingram Taylor
0000 – Theodore von Kármán
- 1959 – Sir Richard V. Southwell
- 1960 – Cornelis B. Biezeno
0000 – Richard Grammel
- 1961 – James N. Goodier
- 1962 – Maurice Anthony Biot
- 1963 – Michael James Lighthill
- 1964 – Raymond D. Mindlin
- 1965 – Sydney Goldstein
- 1966 – William Prager
- 1967 – Hillel Poritsky
- 1968 – Warner T. Koiter
- 1969 – Jakob Ackeret
- 1970 – James J. Stoker
- 1971 – Howard Emmons, Harvard University (USA)
- 1972 – Jacob P. Den Hartog
- 1973 – Eric Reissner
- 1974 – Albert E. Green
- 1975 – Chia-Chiao Lin
- 1976 – Erastus H. Lee
- 1977 – John D. Eshelby
- 1978 – George F. Carrier, Harvard University (USA)
- 1979 – Jerald L. Ericksen
- 1980 – Paul M. Naghdi
- 1981 – John Argyris, Institut für Statik und Dynamik der Luft- und Raumfahrtkonstruktionen Universität Stuttgart
- 1982 – John W. Miles
- 1983 – Daniel C. Drucker
- 1984 – Joseph B. Keller
- 1985 – Eli Sternberg
- 1986 – George R. Irwin
- 1987 – Ronald S. Rivlin
- 1988 – George Keith Batchelor
- 1989 – Bernard Budiansky, Harvard University (USA)
- 1990 – Stephen H. Crandall, Massachusetts Institute of Technology (USA)
- 1991 – Yuan-Cheng B. Fung
- 1992 – Jan D. Achenbach, Northwestern University (USA)
- 1993 – John L. Lumley
- 1994 – James R. Rice, Harvard University (USA)
- 1995 – Daniel D. Joseph
- 1996 – J. Tinsley Oden
- 1997 – John R. Willis
- 1998 – Olgierd Cecil Zienkiewicz, Institute for Numerical Methods in Engineering at the University of Wales, Vereinigtes Königreich
- 1999 – Anatol Roshko
- 2000 – Rodney J. Clifton
- 2001 – Ted Belytschko
- 2002 – John W. Hutchinson, Harvard University (USA)
- 2003 – Lambert B. Freund
- 2004 – Morton Gurtin, Department of Mathematical Sciences, Carnegie Mellon University (USA)
- 2005 – Grigory Isaakovich Barenblatt, Department of Mathematics, University of California, Berkeley (USA)
- 2006 – Kenneth L. Johnson, University of Cambridge
- 2007 – Thomas J. R. Hughes, University of Texas at Austin
- 2008 – Sia Nemat-Nasser, University of California, San Diego (USA)
- 2009 – Zdenek P. Bazant
- 2010 – Wolfgang Knauss
- 2011 – Alan Needleman
- 2012 – Subra Suresh
- 2013 – Richard Christensen
- 2014 – Robert McMeeking
- 2015 – Michael Ortiz
- 2016 – Ray W. Ogden
- 2017 – Viggo Tvergaard
- 2018 – Ares Rosakis
- 2019 – J. N. Reddy
- 2020 – Mary C. Boyce
- 2021 – Huajian Gao
- 2022 – Michael A. Sutton
- 2023 – Guruswami Ravichandran
- 2024 – Pierre Suquet
- 2025 – Norman A. Fleck